# Cerococcus echinatus
Cerococcus echinatus är en insektsart som beskrevs av Wang och Jiang-Ping Qiu 1986. Cerococcus echinatus ingår i släktet Cerococcus och familjen Cerococcidae. Inga underarter finns listade i Catalogue of Life.